# Johann Baptist Kirner
Pour les articles homonymes, voir Kirner.

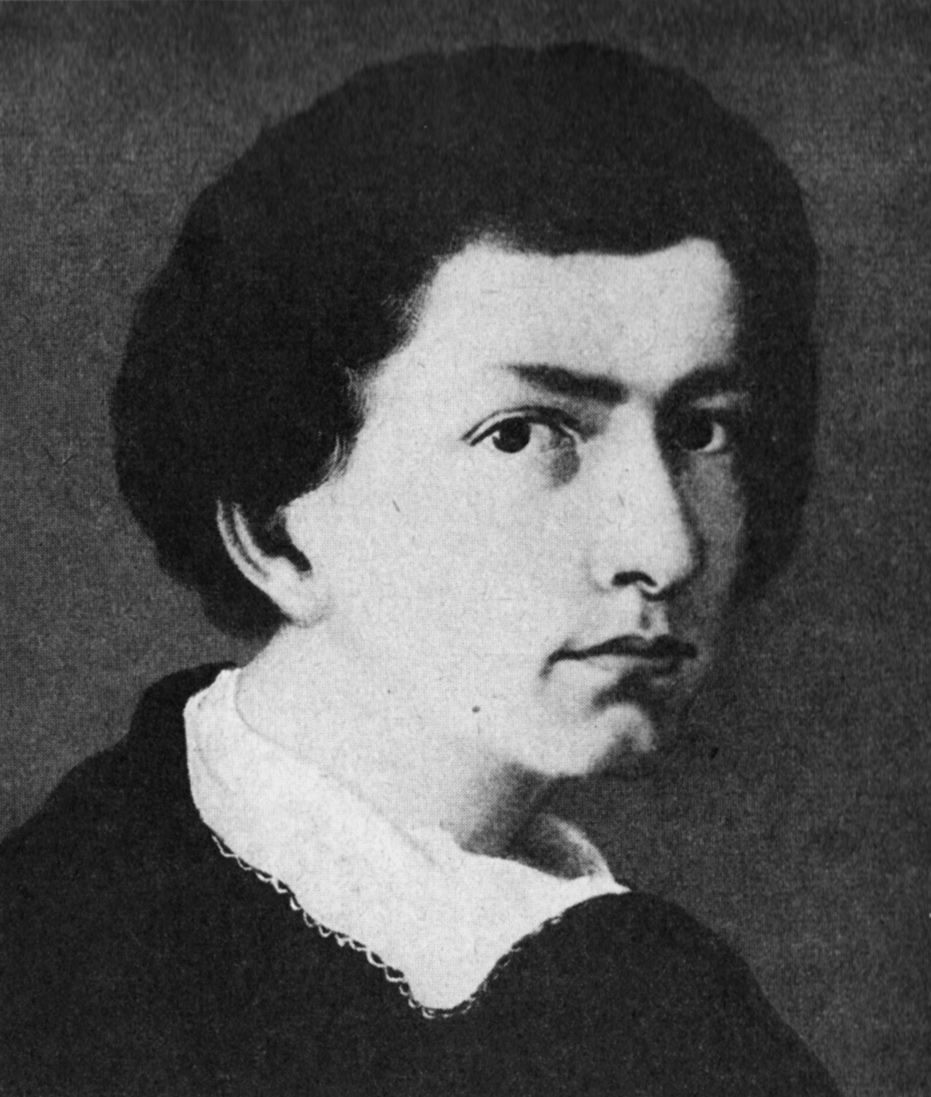
Autoportrait à 17 ans de Kirner (1822).

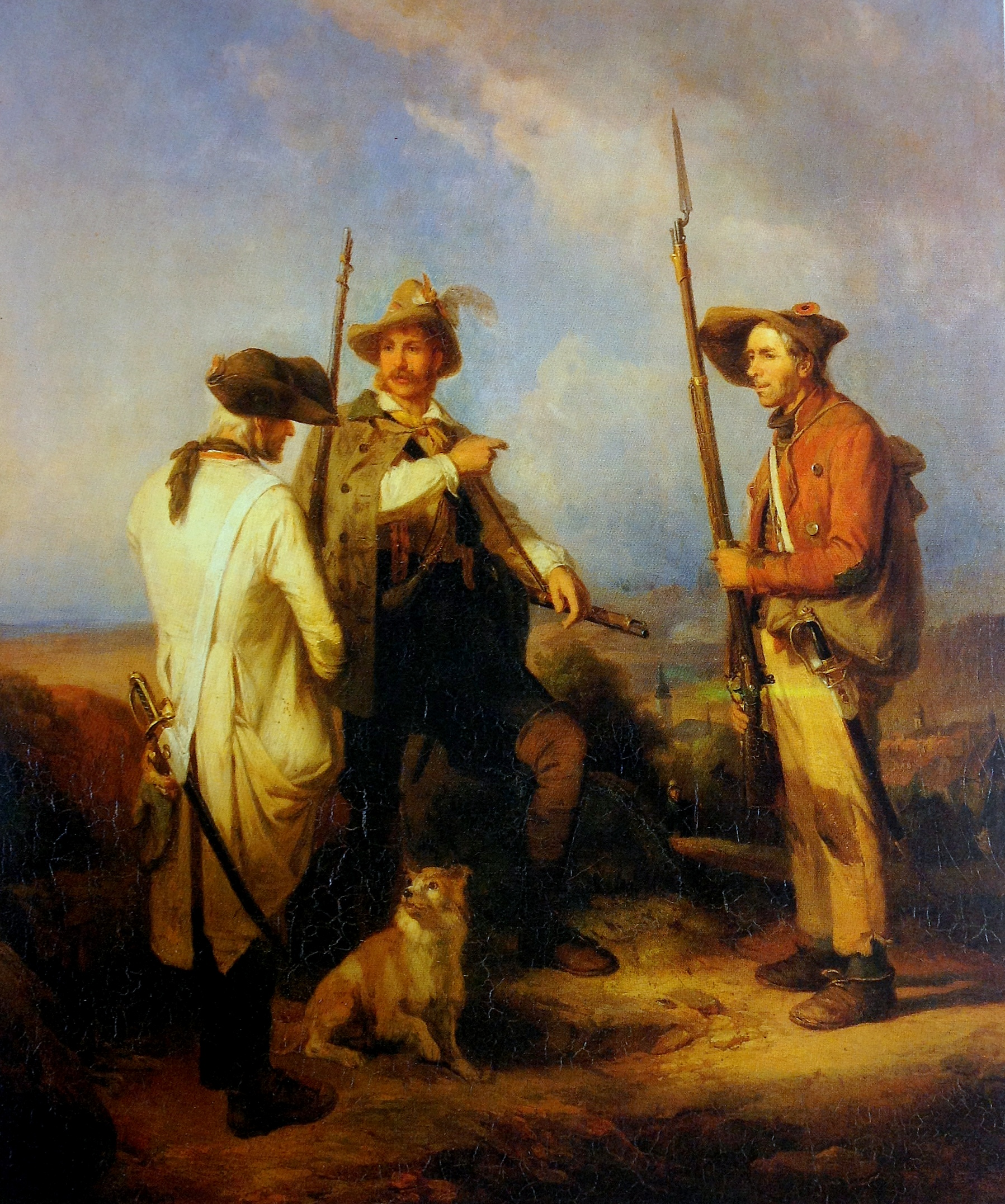
Badischer Freischärler mit zwei Ordonnanzen, 1849.

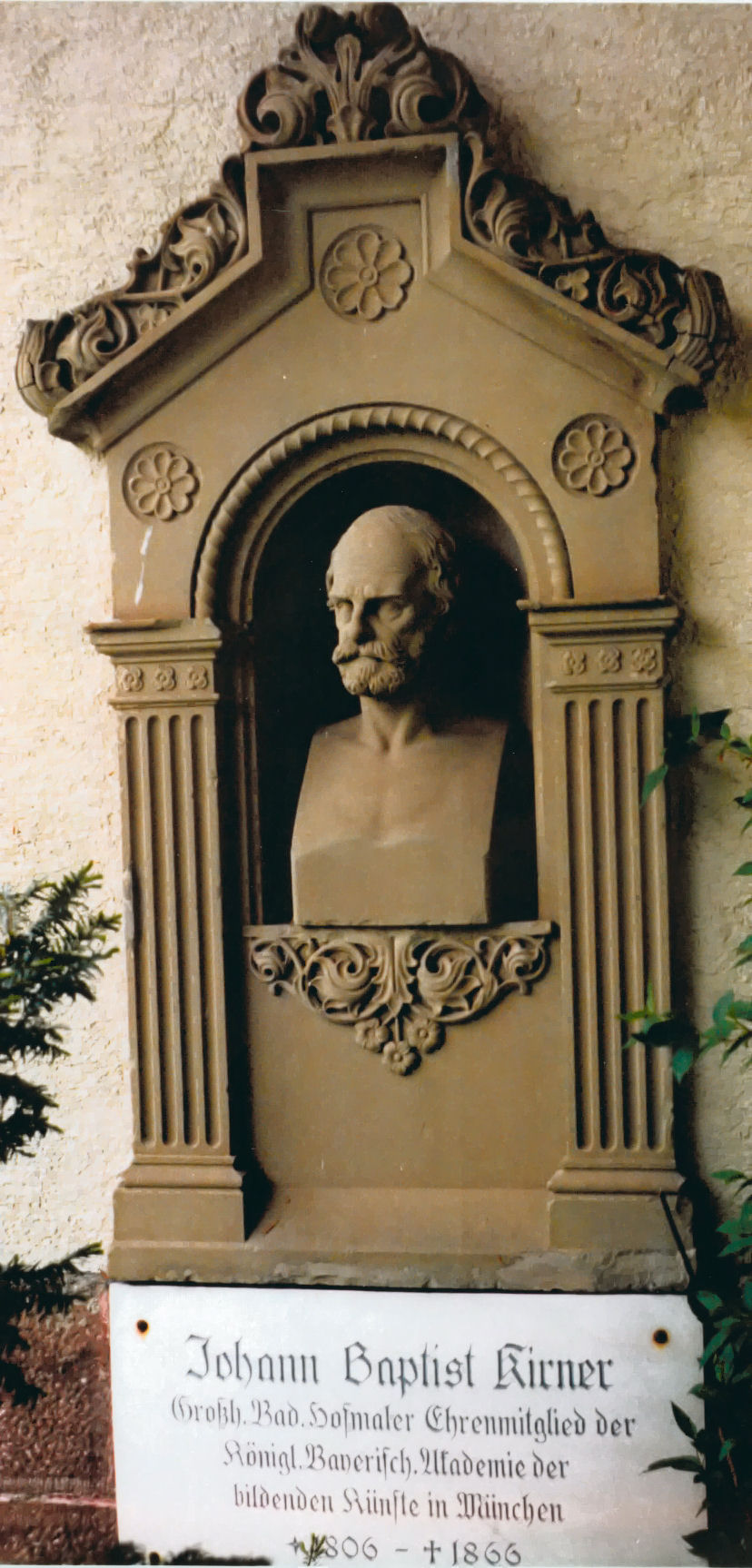
Pierre tombale de Kirner à Furtwangen.

Johann Baptist Kirner (né le 25 juin 1806 à Furtwangen im Schwarzwald, mort le 19 novembre 1866 dans la même ville) est un peintre badois .

## Biographie
Johann Baptist Kirner est l'un des représentants les plus importants du portrait et de la peinture de genre de la première moitié du XIXe siècle. Il est l'un des sept enfants du cordonnier Johann Kirner. Pour des raisons financières, il doit suivre un apprentissage chez un maître-peintre à Fribourg et un peintre en décoration à Villingen. Son frère aîné, le portraitiste Lukas Kirner, obtient ensuite son admission à l'école d'art d'Augsbourg (de), où il est accepté en 1822 comme étudiant en peinture d'histoire et est ensuite récompensé.
Johann Baptist s'est inscrit en 1824 à l'Académie de Munich. En 1827, avec le soutien de Marie Ellenrieder, peintre de Constance, il reçoit des bourses du Grand-Duc Léopold Ier de Bade. Il y a d'abord essayé des compositions religieuses, puis s'est tourné vers des motivations plus laïques. À cette époque, il réalise des illustrations en partie humoristiques aux poèmes de Johann Peter. À partir de 1829, il vit comme artiste indépendant à Munich. Kirner voyage en 1832 avec une bourse du Grand-Duc dans la péninsule italienne, où il partage un studio à Rome de 1832 à 1834 avec son compatriote de la Forêt-Noire, Franz Xaver Winterhalter. Le printemps 1833, Kirner passe à Naples. En 1837, il quitte Rome et passe l'année 1838 à Vienne. En 1839, il vit à nouveau à Furtwangen. Cette même année, il est nommé peintre à la cour de Bade, ce qui nécessite sa présence à Karlsruhe. Il s'installe donc à Karlsruhe en 1842, où il reçoit une pension annuelle de 400 gulden, avec l'ordre de livrer un tableau pour la galerie grand-ducale tous les deux ans. En 1844, il retourne à Munich, ce qui le force à demander un congé permanent à la Cour grand-ducale. En 1856, il devient membre honoraire de l'Académie royale des beaux-arts de Bavière à Munich. Jusqu'à la fin 1865, il vit à Munich. En 1866, il revient dans sa ville natale, où il meurt.
Sa pierre tombale au cimetière de Furtwangen est réalisée par un parent de Kirner, le sculpteur allemand Adolf Heer (1849-1898). Dans le quartier Waldsee de Fribourg-en-Brisgau, une rue porte le nom du peintre.

## Travaux (sélection)
Certaines de ses peintures et  illustrations sont en partie dans des musées publics, dont le musée Georg-Schäfer (de), la Kunsthalle Karlsruhe ou le musée des Augustins de Fribourg-en-Brisgau.
- Das Zusammentreffen von Raffael und Michelangelo in einer römischen Osteria 1833
- Ave Maria
- Der Improvisator 1836 (Kunsthalle de Hambourg)
- Jesuiten auf der Flucht
- Italienische Wallfahrer, Musée d'art étranger, Riga, Lettonie [2]
- Die versprengten Freischärler in den Bergen des Schwarzwaldes 1849 (Neue Pinakothek, Munich)
- Die Kartenschlägerin, en deux variantes dans la Neue Pinakothek et le musée des Augustins de Fribourg-en-Brisgau
- Ein badischer Freischärler mit seinen beiden Ordonnanzen (musée des Augustins de Fribourg-en-Brisgau)
- Italienisches Landvolk im Gebet vor einer Wegkapelle bei Olevano (musée des Augustins de Fribourg-en-Brisgau)
- Guardia civica
- Preisverteilung des landwirtschaftlichen Vereins in einer Hotzenwälder Bauernstube